# Hyracotherium
Hyracotherium – rodzaj jednego z najstarszych nieparzystokopytnych z rodziny Palaeotheriidae, daleki przodek konia.
Etymologia nazwy rodzajowej: gr. ὑραξ hurax, ὑρακος hurakos „ryjówka”; θηριον thērion „dzikie zwierzę”, od θηρ thēr, θηρος thēros „bestia, zwierzę”.
Hyracotherium żyło przed 52 do 49 milionami lat (eocen) w Ameryce Północnej i Eurazji. Było to zwierzę małe, mające od 25 do 50 cm wysokości w kłębie. Przednie kończyny miały cztery palce, ale palec duży (czyli pierwszy) nie dotykał ziemi i znajdował się w stanie zaniku. Na końcu kończyn tylnych natomiast występowały tylko trzy palce, dwa boczne były bowiem już w stanie szczątkowym, słabo widoczne spod skóry. Hyracotherium żyło w lasach i żywiło się liśćmi.

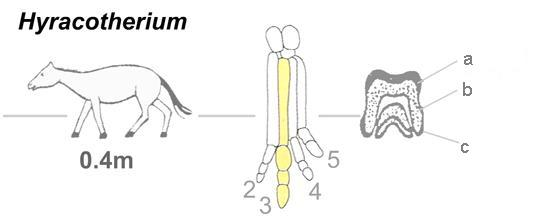
Dane anatomiczne Hyracotherium: wygląd ogólny, kończyna przednia, ząb trzonowy

Obecnie do rodzaju Hyracotherium zaliczany jest jedynie gatunek typowy – H. leporinum. Pozostałe gatunki zostały przeniesione do innych rodzajów, takich jak Arenahippus, Minippus, Pliolophus, Protorohippus, Sifrhippus, Xenicohippus oraz Eohippus (przez wielu naukowców uznawany za synonim rodzaju Hyracotherium).